# If You Want Blood
Az If You Want Blood az ausztrál AC/DC együttes első koncertlemeze, amely 1978-ban jelent meg, és nagyrészt a csapat az évi brit turnéjának Glasgow-i állomásán rögzítették. Hasonló címmel létezik egy AC/DC-dal is (If You Want Blood You've Got It), amely az együttes következő stúdióalbumán (Highway to Hell, 1979) hallható.
A Glasgow-i koncert programjában szerepeltek még a "Fling Thing" és a "Dog Eat Dog" című dalok, de ezek nem kerültek fel a nagylemezre. A "Dog Eat Dog" élő felvétele a Whole Lotte Rosie kislemezen jött ki az albummal egyidőben. Az If You Want Blood Amerikában a 113. helyig jutva felkerült a Billboard 200-as lemezeladási listájára, és az USA-ban akkoriban többet adtak el belőle mint az előző két AC/DC-stúdióalbumból összesen.

## Az album dalai

### Első oldal
1. "Riff Raff" – 5:58
2. "Hell Ain't A Bad Place To Be" – 4:10
3. "Bad Boy Boogie" – 7:29
4. "The Jack" – 5:48
5. "Problem Child" – 4:37

### Második oldal
1. "Whole Lotta Rosie" – 4:08
2. "Rock 'N' Roll Damnation" – 3:40
3. "High Voltage" – 5:05
4. "Let There Be Rock" – 8:32
5. "Rocker" – 3:13

## Közreműködők
- Bon Scott – ének
- Angus Young – szólógitár
- Malcolm Young – ritmusgitár
- Cliff Williams – basszusgitár
- Phil Rudd – dob